# Giovan Pietro Franchi
Giovan Pietro Franchi, auch Giovanni Pietro Franchi (* um 1651 in Pistoia; † 2. Dezember 1731 in Loreto (Marken)) war ein italienischer Komponist und Kapellmeister.

## Leben
Giovan Pietro Franchi wurde nach seiner Weihe zum Priester Musiker in der Kathedrale von Pistoia. 1685 war er Maestro di Cappella des Herzogs Domenico Spadafora von Maletto und Venetico. Nach seinem Umzug nach Rom wurde er zum Musikdirektor am Hof des Herzogs Giovanni Battista Rospigliosi (1646–1722) im nahe gelegenen Zagarolo ernannt. 1693 weilte er wahrscheinlich in Florenz, wo bei der Kongregation vom Oratorium des heiligen Philipp Neri sein Oratorium Jephte aufgeführt wurde. Von 1697 bis 1711 war er auch Maestro di Cappella an der Kirche Santa Maria ai Monti in Rom. Am 25. Juli wurde er anstelle von Giuseppe de Rossi zum Maestro di Cappella der Basilika vom Heiligen Haus in Loreto ernannt, de Rossi übernahm hingegen Franchis Amt an Santa Maria ai Monti. 
Franchi blieb bis zu seinem Tod in Loreto, mit einer Unterbrechung von 1727 bis 1730, wegen der betrügerischen Einmischung von Francesco Caldara di Napoli, der durch ein von ihm verbreitetes falsches Gerücht, dass Franchi gestorben sei, von Papst Benedikt XIII. die Ernennung zum Maestro di Cappella erhielt. Als Franchi den Betrug entdeckte, wandte er sich zum Schutz seiner Rechte an den Präfekten der Congregazione Lauretana, wonach Franchi unbestritten für die Musik in der Santa Casa in Loreto verantwortlich war, und Francesco Caldara entlassen wurde.
Franchi war ein vielseitiger Komponist, er schuf instrumentale Werke und auch geistliche wie weltliche Vokal-Kammermusik, zudem auch einige Psalmvertonungen und zwei Oratorien, die aber einen geringeren Stellenwert im Repertoire römischer Oratorien darstellen.

## Werke

### Gedruckte Werke
- La Cetra sonora sonate a tre col continuo, Op. 1 (Rom, 1685; Nachdruck in Amsterdam, um 1696)
- Jephte, Oratorium, (Rom, 1688)
- Duetti da camera. Op. 2, (Bologna, 1689)
- Mottetti a 2 e 3 voci, Op. 3, (Florenz, 1690)
- S. Monica nella conversione di s. Agostino, Oratorio a 5 voci, (Florenz, 1693)
- Salmi pieni a 4 voci per tutto l’anno da cantarsi con l’organo e senza, Op. 4, (Bologna 1697)
- La fermezza trionfante nel martirio di s. Ferma, (Rom, 1706)

### Manuskripte
- Tre messe a 4 voci (Loreto, Archivio della Santa Casa, n. 41),
- Due arie a 4 voci con violino, liuto e mandolino dalla Comedia del Pandolfo (Dresden, Sächsische Landesbibliothek)
- Ouverture per due violini e clavicembali (Mailand, „Conservatorio di musica Giuseppe Verdi“)